# Ölprovning

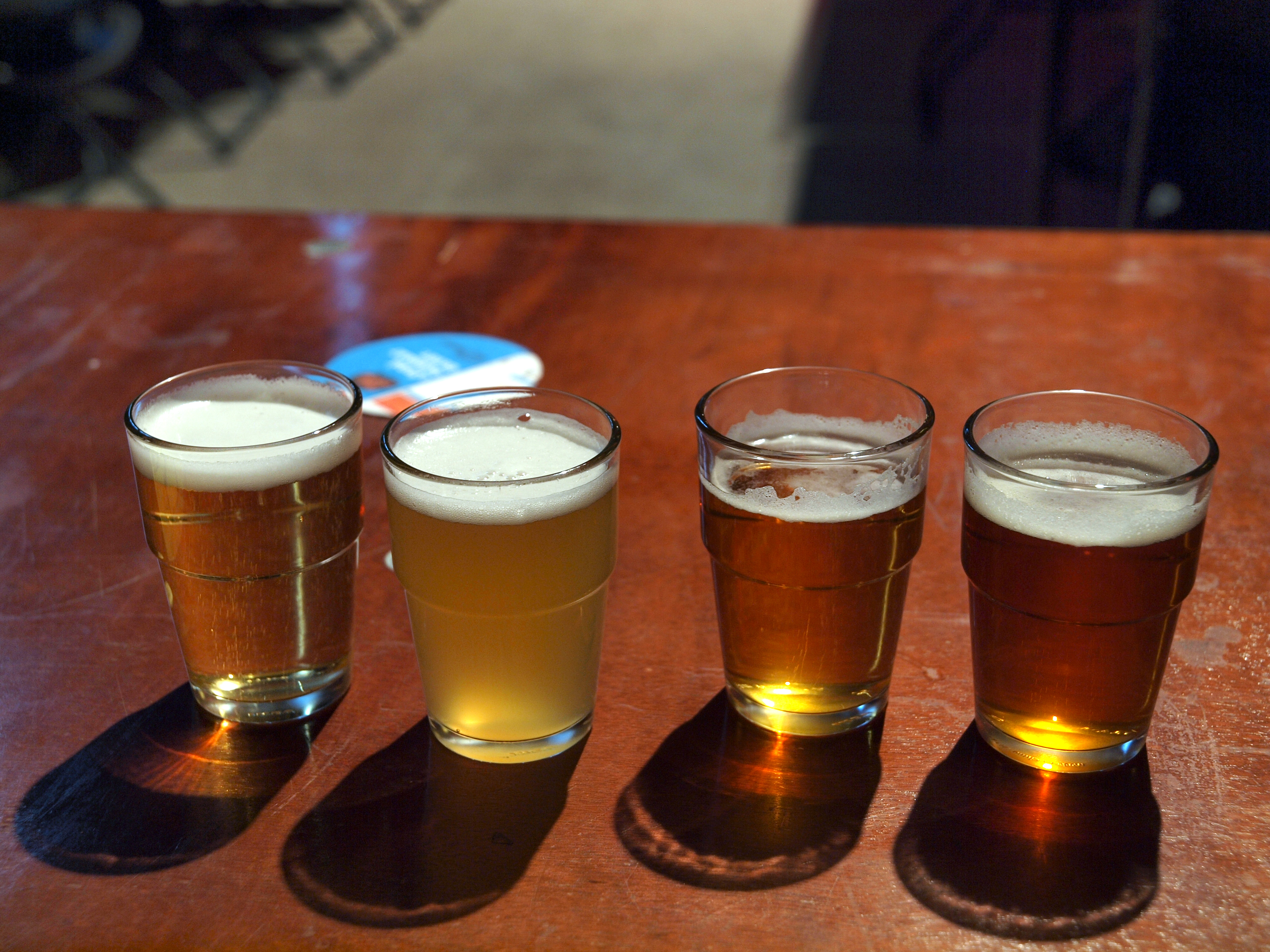
Ölprovning vid ölfestivalen i Helsingfors

Ölprovning är ett sätt att lära sig mer om ölets historia, råvaror och ölproduktion samt olika typer av ölstilar, humle, jäst och öllframställningar. Vanligt är att lära sig om ölmetodiken, då ölet analyseras utifrån ölets utseende, doft och smak. Sedan görs en slutgiltig bedömning och sammanfattning av ölets kvalitet. Det finns flera olika skalor för poängsättning för framförallt öljournalister och ölexperter. Olika tidningar och experter använder vanligtvis en egen skala, exempelvis använder den erkända brittiska sommelieren Jancis Robinson en skala mellan 1 och 20  och den erkända amerikanska öljournalisten Joshua M. Bernstein använder en skala mellan 1 och 100 . Däremot är det vanlig för professionella ölutbildningar så som exempelvis WSET att bedöma öl på sina provningar med betygsättningen: faulty - poor - acceptable - good - very good - outstanding, därmed en skala på 1-5. 

## Teman
Först väljs några öler ut till ölprovningen. Ett tema kan exempelvis väljas så som en belgisk ölprovning eller en ölprovning med öler med olika beska. Ölerna provas alltid från lättast till tyngst, torrt till sött och billigast till dyrast. Detta för att skapa en röd tråd, men viktigare för att anpassa provningen till hur våra smaklökar fungerar. Smaklökarna blir mindre känsliga under provningen och kan rätt så enkelt dövas. När drycken är vald så bestämmes passade tilltugg till drycken och intressant information väljs ut att berätta om vardera producentj och region. För att få en bredd på provningen väljs ofta 4-6 st olika öler att prova på samma gång. Intressanta provningsteman kan till exempel vara olika ölsorter så som stoutprovning, veteölsprovning eller IPA-provning, olika länder så som belgiskölprovning eller APA-provning. Dessutom är det vanligt med teman kopplat till mat av olika slag, till exempel ost och ölprovning.

## Glaset
Valet av glas vid ölprovning är viktigare än man kanske tror. Vid en professionella ölprovningar används oftast ISO-provningsglas, vilket är en standard för att prova olika drycker. Många dryckesdomare värden över använder detta provningsglas så att inte glaset har en påverkan i deras bedömning. Glaset skall ha en kupa som är tillräckligt stor och fångar in ölets arom när glaset snurras vid foten. Vidare skall glaset ha ben och fot så att inte kupan fläckas eller värms upp av händerna.

## Blindprovning
En vanlig form av ölprovning är så kallad blindprovning. Vid denna provning får inte provaren veta vilket öl det är i glaset, till exempel genom att flaskan hälls över i en karaff eller "kläs in". Genom att använda sig av olika ledtrådar i ölets utseende, doft och smak går det för en skicklig och erfaren ölprovare att ta reda på vad det är för öl i glaset. Dock börjar detta bli allt svårare och svårare då ölvärlden växer och ölstilarna är så många 